# 9e Leger (Wehrmacht)
Het 9e Leger (Duits: 9. Armee) was een onderdeel van het Duitse leger in de Tweede Wereldoorlog. Het werd opgericht op 15 mei 1940.

## Tweede Wereldoorlog
Het 9e Leger stond vanaf 19 januari 1945 onder leiding van generaal Theodor Busse. In de laatste dagen van de Tweede Wereldoorlog weigerde Adolf Hitler het 9e Leger terug te trekken waardoor het ten onder ging. Het zwaar in de minderheid zijnde 9e Leger werd omsingeld door de troepen van maarschalk Georgi Zjoekov en maarschalk Ivan Konev. Het is onwaarschijnlijk dat wanneer Hitler het 9e Leger wel had laten terug trekken, Berlijn, de hoofdstad van Nazi-Duitsland, niet in handen van de Sovjet-Unie was gevallen.

## Commandanten[2]
| Rang                        | Naam                     | Begin             | Eind              |
| --------------------------- | ------------------------ | ----------------- | ----------------- |
| Kolonel-generaal            | Johannes Blaskowitz      | 14 mei 1940       | 29 mei 1940       |
| Generaal der Artillerie     | Adolf Strauß             | 30 mei 1940       | 15 januari 1942   |
| Generaal der Pantsertroepen | Walther Model            | 15 januari 1942   | 23 mei 1942       |
| Generaal der Infanterie     | Albrecht Schubert        | 23 mei 1942       | 2 juni 1942       |
| Generaal der Pantsertroepen | Heinrich von Vietinghoff | 2 juni 1942       | 8 augustus 1942   |
| Kolonel-generaal            | Walther Model            | 8 augustus 1942   | 19 maart 1943     |
| Generaal der Artillerie     | Robert Martinek          | 19 maart 1943     | 30 maart 1943     |
| Generaal der Pantsertroepen | Josef Harpe              | 30 maart 1943     | 17 april 1943     |
| Kolonel-generaal            | Walther Model            | 17 april 1943     | 20 mei 1943       |
| Generaal der Pantsertroepen | Josef Harpe              | 20 mei 1943       | 11 juni 1943      |
| Kolonel-generaal            | Walther Model            | 11 juni 1943      | 4 november 1943   |
| Generaal der Pantsertroepen | Josef Harpe              | 4 november 1943   | 3 mei 1944        |
| Generaal der Infanterie     | Friedrich Wiese          | 3 mei 1944        | 22 mei 1944       |
| Generaal der Infanterie     | Hans Jordan              | 22 mei 1944       | 26 juni 1944      |
| Generaal der Infanterie     | Helmuth Weidling         | 26 juni 1944      | 27 juni 1944      |
| Generaal der Pantsertroepen | Nikolaus von Vormann     | 27 juni 1944      | 21 september 1944 |
| Generaal der Pantsertroepen | Smilo von Lüttwitz       | 21 september 1944 | 19 januari 1945   |
| Generaal der Infanterie     | Theodor Busse            | 19 januari 1945   | 8 mei 1945        |

Op 19 juli 1940 werd Adolf Strauss tot kolonel-generaal bevorderd.
Op 28 februari 1942 werd Walter Model tot kolonel-generaal bevorderd.  Hij raakte gewond tijdens een verkenningsvlucht.  Generaal Schubert en daarna generaal Von Vietinghoff voerden als plaatsvervanger het bevel over het 9de Leger tijdens zijn afwezigheid.  Tijdens zijn vakantie in het voorjaar 1943 werden generaal Martinek en daarna generaal Josef Harpe aangesteld als plaatsvervanger.  Generaal Josef Harpe was geregeld de plaatsvervanger bij de afwezigheden van Model.  Op 5 november 1943 nam hij het bevel over van Model en op 20 april 1944 werd hij tot kolonel-generaal bevorderd.  Na zijn vertrek voerde generaal Wiese het bevel als plaatsvervanger tot generaal Jordan tijdelijk het bevel kreeg.  Vanaf dat moment voerden alle commandanten slechts voorlopig het bevel.